# Лебедева, Юлия Викторовна
Юлия Викторовна Лебедева (род. 27 марта 1966, Караганда, Казахская ССР, СССР) — казахстанский композитор.

## Биография
Родилась 27 марта 1966 года в г. Караганда в семье инженеров. Мать — Лебедева Наталия Александровна, отец — Лебедев Виктор Александрович.
В 1991 году окончила Казахскую консерваторию им. Курмангазы
В 1993 году становится дипломантом международного фестиваля «Песня-1993» (Москва).
В 1997 году становится лауреатом премии Министерства Культуры Казахстана в рамках международного фестиваля «Голос Азии», в номинации «Песни Казахстана».
С 2002 года член Союза композиторов Казахстана.
Лауреат государственных грандов по созданию общественно значимых художественных произведений в области драматургии и музыки 2006—2008 года (Концерт для тромбона с оркестром «Жизнь тромбона» и толгау для оркестра духовых инструментов «Моя Родина — Казахстан!»).
С 2006 года участвует в организации важнейших государственных концертных мероприятий.
Внесла значительный вклад в развитие казахской эстрадной и академической музыки. Автор более ста песен, исполненных ведущими исполнителями Казахстана, такими, как Роза Рымбаева, Нагима Ескалиева, Макпал Жунусова, Лаки Кесоглу, Майра Мухаммед-кызы́, Гульзат Даурбаева, Айжан Нурмагамбетова, Береке Енкебаева, Женис Искакова, Гульнара Дусматова, Б. Исаев и многие другие.
С 2002 года начинает сотрудничать с различными оркестрами Казахстана, такими, как оркестр Казахской государственной филармонии имени Жамбыла, Государственный духовой оркестр Республики Казахстан под руководством Каната Ахметова, эстрадно-симфонический оркестр акима Алматы.
Работает с такими организациями, как Казахский Государственный академический театр оперы и балета им. Абая, театр «Астана Балет».
Ею создано более 300 оркестровых обработок на народную музыку и популярные Казахстанские песни.
Ее музыкальные работы знакомы многим дирижерам, в числе которых Ренат Салаватов, Канат Ахметов, Ерболат Ахмедьяров, Канат Омаров, Александр Беляков.

## Основные произведения
Музыкальная сказка «Хрустальный колодец»
Музыкальная сказка «По ту сторону музыки»
Концерт для тромбона с оркестром «Жизнь тромбона»
Концерт для саксофона с оркестром «Conserto KZ»
Концерт для голоса с оркестром «Selfie»
Песенный цикл на стихи М.Цветаевой «Чернокнижница»
Песенный цикл на стихи Н.Гумилёва «Лукавый певец»
Песенный цикл «Женские портреты» на стихи Ю.Лебедевой и Е.Косокиной
Песенный цикл «Я верю и люблю» на стихи Ю.Лебедевой и Е.Косокиной
«Домбыра» фантазия на кюй
«Кос келіншек» фантазия на кюй
«Арынгазы торе» фантазия на кюй
Толгау для оркестра духовых инструментов «Моя Родина — Казахстан!»

## Песни
Гимн «Верить и жить» на стихи Е.Баяновой
«Актриса»
«Мой Казахстан»
«У вечного огня»
«Листопад» на стихи А. Пановой, Г.Дусматовой и Ю.Лебедевой
«Волчата» на стихи Олжаса Сулейменова
«Чайхана» на стихи Н.Шемятенковой
«Царица ночи» на стихи Н.Шемятенковой
«Я исповедую любовь» на стихи Н.Шемятенковой
«Забудь меня»
«Полуночный вагон»
«Встающий с нами в круг»
«Изношенные лица» на стихи К.Сарсеновой (Концерт-мюзикл «Пробуждение ангела»)
«То, что было» на стихи К.Сарсеновой (Концерт-мюзикл «Пробуждение ангела»)
«Утонув в упавшем снеге» на стихи К.Сарсеновой (Концерт-мюзикл «Пробуждение ангела»)
«R&Roll» на стихи К.Сарсеновой (Концерт-мюзикл «Пробуждение ангела»)
«Танго» на стихи К.Сарсеновой (Концерт-мюзикл «Пробуждение ангела»)
«Блюз» на стихи К.Сарсеновой (Концерт-мюзикл «Пробуждение ангела»)
«Вместе победим» на стихи Ю.Лебедевой, К.Сарсеновой
«Старая пластинка» на стихи В.Лебедева, А Пановой и Ю.Лебедевой

## Семья
Разведена. Дочь — Хмелевская Мария